# Szudziałowo (gmina)
Pour les articles homonymes, voir Szudziałowo.
La gmina de Szudziałowo est une commune rurale polonaise de la voïvodie de Podlachie et du powiat de Sokółka. Elle s'étend sur 301,64 km2 et comptait 3.419 habitants en 2006. Son siège est le village de Szudziałowo qui se situe à environ 16 kilomètres au sud-est de Sokółka et à 40 kilomètres au nord-est de Bialystok.

## Villages
La gmina de Szudziałowo comprend les villages et localités d'Aleksandrówka, Babiki, Biały Ług, Boratyńszczyzna, Brzozowy Hrud, Chmielowszczyzna, Chmielowszczyzna-Kolonia, Dziewiczy Ług, Grodzisko, Grzybowszczyzna, Hały-Ług, Harkawicze, Horczaki, Iwniki, Jeziorek, Klin, Klin-Gajówka, Knyszewicze, Knyszewicze Małe, Kozłowy Ług, Łaźnisko, Lipowy Most, Litwinowy Ług, Markowy Wygon, Minkowce, Miszkieniki Małe, Miszkieniki Wielkie, Nowe Trzciano, Nowinka, Nowy Ostrów, Ostrów Północny, Ostrówek, Pierekał, Pierożki, Pisarzowce, Poczopek, Rowek, Samogród, Słoja, Słójka, Słójka-Borowszczyzna, Sosnowik, Stare Trzciano, Suchy Hrud, Suchynicze, Sukowicze, Szczęsnowicze, Szudziałowo, Talkowszczyzna, Tołkacze, Usnarz Górny, Wierzchlesie, Wojnowce, Zubowszczyzna, Zubrzyca Mała et Zubrzyca Wielka.

## Gminy voisines
La gmina de Szudziałowo est voisine des gminy de Gródek, Krynki, Sokółka et Supraśl. Elle est aussi voisine de la Biélorussie.